# Mesochorus seorakensis
Mesochorus seorakensis är en stekelart som beskrevs av Lee och Suh 1997. Mesochorus seorakensis ingår i släktet Mesochorus och familjen brokparasitsteklar. Inga underarter finns listade i Catalogue of Life.